# Epitettix tamilus
Epitettix tamilus är en insektsart som beskrevs av Günther, K. 1939. Epitettix tamilus ingår i släktet Epitettix och familjen torngräshoppor. Inga underarter finns listade i Catalogue of Life.